# Go (canção de Pearl Jam)
"Go" é uma canção da banda grunge estadunidense Pearl Jam, lançado em1993 como o primeiro single do segundo álbum de estúdio da banda, Vs., de 1993. Embora creditada por todos os membros do Pearl Jam, ela apresenta a letra escrita pelo vocalista Eddie Vedder e a música primeiramente composta pelo baterista Dave Abbruzzese. A canção alcançou o número três na parada Billboard Mainstream Rock Tracks chart. A canção foi incluída no álbum greatest hits do Pearl Jam, Rearviewmirror: Greatest Hits 1991-2003, de 2004.

## Origem e gravação
"Go" foi uma das canções que a banda produziu durante a primeira semana de grações para Vs..
O principal riff foi criado pelo baterista Dave Abbruzzese, utilizando uma guitarra acústica. Abbruzzese disse, "Com a 'Go' aconteceu de eu simplemente pegar o violão no momento certo. O Stone me perguntou o que eu estava tocando e começou a tocar, daí o Jeff começou a tocar, e Eddie começou a cantar junto, e virou uma canção."
Guitarist Stone Gossard added the siren-like guitar part. Gossard on the song:
That song went through a cool evolution that goes back to what we've been saying about creative input. Dave played us the two main parts, that BAM-BAM-BAM groovy chordal riff bit and then the main ascending riff in more of an acoustic vein. Then, when he got behind the drums, everyone turned up real loud and it evolved into something else, a little more hard core.
O guitarista Mike McCready tocou uma Telecaster amarela na canção. McCready jogou a guitarra no chão ao final do take, o que pode ser ouvido na versão gravada. Sobre a canção, McCready disse:
Aquele solo da "Go" foi provavelmente o segundo de três ou quatro takes. E eu realmente tenho uma problema em reciá-lo ao vivo, porque eu definitivamente não estava pensando sobre ele quando o toquei no estúdio. Então no palco, eu entro nessa de começar a pensar enquanto eu toco "Ok, isso soa como o disco, e eu quero emular aquilo". Mas pra realmente capturar aquela sensação de estar vivendo o momento, eu tenho que estar em contato com a emoção que está me atravessando AGORA MESMO.

## Faixas
Todas as canções foram escritas por Dave Abbruzzese, Jeff Ament, Stone Gossard, Mike McCready e Eddie Vedder.
CD (EUA, Australia, Áustria, Canadá e Europa) e K7 (Austrália, Indonésia e Tailândia)
1. "Go" – 3:13
2. "Elderly Woman Behind the Counter in a Small Town" (acoustic) – 3:18
3. "Alone" – 3:35

CD (Áustria and Países Baixos)
1. "Go" – 3:13
2. "Elderly Woman Behind the Counter in a Small Town" (acoustic) – 3:18

CD (Reino Unido) e Vinil 12" (Reino Unido)
1. "Go" – 3:13
2. "Elderly Woman Behind the Counter in a Small Town" (acoustic) – 3:18
3. "Alone" – 3:35

- Incluído um K7 bônus contendo "Animal" (live) gravado no MTV Video Music Awards em 2 de Setembro de 1993.